# Canton de Jargeau
Le canton de Jargeau est une ancienne division administrative française, située dans le département du Loiret en région Centre-Val de Loire.
Il est créé sous la Révolution française en 1790 et disparaît sous la Cinquième République en 2015.

## Histoire
Le canton est créé le 10 février 1790 sous la Révolution française. Il est alors inclus dans le district d'Orléans.
À la suite de la suppression des districts et de la création des arrondissements qui survient en 1801 (9 vendémiaire, an X) sous le Premier Empire, le canton de Jargeau incorpore sept des huit communes de l'ancien canton de Tigy : Férolles, La Queuvre (Lagneuvre), Neuvy-en-Sullias, Ouvrouer, Sigloy, Tigy et Vienne-en-Val. Additionnées aux communes de Darvoy, Jargeau et Sandillon, le canton compte alors 10 communes et est inclus dans l'arrondissement d'Orléans.
Sous la Seconde Restauration, le canton perd une commune en 1818 à la suite de l'absorption de La Queuvre par Férolles.
Une élection partielle se déroule le 16 avril 1905 à la suite de l'invalidation de l'élection de M. Brinon.
En 1931, la commune de Vannes-sur-Cosson est transférée du canton de La Ferté-Saint-Aubin vers le canton de Jargeau qui compte donc à nouveau 10 communes.
Le second mandat d'Ivan Sorgniard débuté en 1992 est invalidé en 1994 et donne lieu à une élection partielle au cours de laquelle François Landré est élu.
À la suite du redécoupage voté en 2014, le canton de Jargeau disparaît et ses communes sont dispersées dans les cantons de Châteauneuf-sur-Loire (3), Saint-Jean-le-Blanc (6) et Sully-sur-Loire (1).

### Évolution de la composition du canton
| Nom                 | Année d'intégration | Canton précédent     | Année de sortie | Canton suivant        |
| ------------------- | ------------------- | -------------------- | --------------- | --------------------- |
| Darvoy              | 1790                | -                    | 2015            | Châteauneuf-sur-Loire |
| Férolles            | 1801                | Tigy                 | 2015            | Saint-Jean-le-Blanc   |
| Jargeau             | 1790                | -                    | 2015            | Châteauneuf-sur-Loire |
| La Queuvre          | 1801                | Tigy                 | 1818            | Absorbé par Férolles  |
| Neuvy-en-Sullias    | 1801                | Tigy                 | 2015            | Sully-sur-Loire       |
| Ouvrouer-les-Champs | 1801                | Tigy                 | 2015            | Saint-Jean-le-Blanc   |
| Sandillon           | 1790                | -                    | 2015            | Châteauneuf-sur-Loire |
| Sigloy              | 1801                | Tigy                 | 2015            | Saint-Jean-le-Blanc   |
| Tigy                | 1801                | Tigy                 | 2015            | Saint-Jean-le-Blanc   |
| Vannes-sur-Cosson   | 1931                | La Ferté-Saint-Aubin | 2015            | Saint-Jean-le-Blanc   |
| Vienne-en-Val       | 1801                | Tigy                 | 2015            | Saint-Jean-le-Blanc   |

## Représentation

### Liste des conseillers généraux successifs
| Période                                  | Période             | Identité                                                         | Étiquette          | Qualité |
| ---------------------------------------- | ------------------- | ---------------------------------------------------------------- | ------------------ | --- |
| 1801                                     | 1833                | Les conseillers généraux ne représentent pas un canton déterminé |                    | |
| 1833                                     | 1838 (décès)        | Baron François Pierre Chauvel                                    |                    | Maréchal de camp retraité Propriétaire à Darvoy et à Sandillon |
| 1838                                     | 1848                | Simon Joseph Fouqueau                                            |                    | Juge de paix à Jargeau, conseiller d'arrondissement |
| 1848                                     | 1852                | Louis Didier Jousselin                                           | Conservateur       | Inspecteur divisionnaire des Ponts et Chaussées en retraite Propriétaire à Vienne-en-Val Député du Loiret (1831-1834)                                                   |
| 1852                                     | 1876 (décès)        | Amédée Lesourd                                                   |                    | Propriétaire à Orléans |
| 1877                                     | 1880                | Timothée Colas des Francs (1822-1910)                            | Droite             | Propriétaire du château de Morchêne à Saint-Cyr-en-Val |
| 1880                                     | 1886                | Louis Poignard-Héau                                              | Républicain        | Maire de Jargeau (1881-1887, 1890-1900), conseiller d'arrondissement |
| 1886                                     | 1904                | Baron Napoléon Gourgaud                                          | Conservateur       | Maire de Vienne-en-Val |
| 1904                                     | 1905 (invalidation) | Eugène Brinon                                                    | Rad.               | Maire de Tigy |
| 1905                                     | 1910                | Eugène Brinon                                                    | Rad.               | Maire de Tigy |
| 1910                                     | 1940                | Albert Sérin-Moulin                                              | URD                | Maire de Jargeau (1900-1944) |
| 1940                                     | 1943                | Pas de conseillers généraux de 1940 à 1945                       |                    | |
| 1943                                     | 1943 (décès)        | René Fortemps                                                    |                    | Ingénieur à Jargeau, Président su syndicat de la métallurgie du Loiret Membre de la Commission administrative départementale (1941-1943) Nommé conseiller départemental |
| 1943                                     | 1945                | Jules Béjot (1895-1969)                                          |                    | Médecin Maire de Tigy Nommé conseiller départemental en 1943 Déclaré inéligible en 1944                                                                                 |
|                                          |                     |                                                                  |                    | |
| 1945                                     | 1949                | Albert Delahaye                                                  | SFIO               | Limonadier à Jargeau |
| 1949                                     | 1967                | Jacques Piédon                                                   | DVD puis Centriste | Notaire Maire de Jargeau (1947-1959) |
| 1967                                     | 1985                | André Degraeve                                                   | DVD puis RPR       | Charcutier Maire de Jargeau (1959-1977) |
| 1985                                     | 1994                | Ivan Sorgniard                                                   | RPR                | Artisan |
| 1994                                     | 1998                | François Landré                                                  | UDF                | Maire de Jargeau (1977-1995) |
| 1998                                     | 2011                | Ivan Sorgniard                                                   | RPR puis UMP       | Artisan Maire de Tigy vice-président du conseil général |
| 2011                                     | 2015                | Gérard Malbo                                                     | DVD                | Enseignant Premier adjoint au maire de Sandillon depuis 1995 Maire (2014-2020) Elu en 2015 dans le Canton de Saint-Jean-le-Blanc                                        |
| Les données manquantes sont à compléter. |                     |                                                                  |                    | |

### Conseillers d'arrondissement (de 1833 à 1940)
| Période                                  | Période | Identité                   | Étiquette   | Qualité |
| ---------------------------------------- | ------- | -------------------------- | ----------- | --- |
| 1833                                     | 1838    | Joseph Fouqueau            |             | Juge de paix à Jargeau                                                                                      |
| 1839                                     | 1842    | Jean Baptiste Desbois      |             | Notaire à Jargeau                                                                                           |
|                                          |         |                            |             | |
| 1848                                     | ap.1852 | Isidor Esprit Damond-Lucet |             | Tonnelier, maire de Jargeau                                                                                 |
|                                          |         |                            |             | |
| 1877                                     | 1880    | Louis Poignard             | Républicain | Propriétaire à Jargeau                                                                                      |
|                                          |         |                            |             | |
| 1919                                     |         | M. Coulon                  | Républicain | Médecin, maire de Tigy                                                                                      |
|                                          | 1940    | Marcel Michaut (1884-1973) | Droite      | Cultivateur, conseiller municipal de Tigy Président de la coopérative de stockage de la région de Jargeau   |
| 1940                                     |         |                            |             | Les conseils d'arrondissement ont été suspendus par la loi du 12 octobre 1940 et n'ont jamais été réactivés |
| Les données manquantes sont à compléter. |         |                            |             | |

### Résultats électoraux détaillés
- Élections cantonales de 2004 : Ivan Sorgniard   (UMP) est élu au 2e tour avec 54,01 % des suffrages exprimés, devant Jean-Marc Gibey   (PS) (45,99 %). Le taux de participation est de 66,92 % (8 087 votants sur 12 085 inscrits)[16].
- Élections cantonales de 2011 : Gérard Malbo   (MPF) est élu au 2e tour avec 54,06 % des suffrages exprimés, devant Daniel Breton   (VEC) (45,94 %). Le taux de participation est de 45,86 % (6 017 votants sur 13 120 inscrits)[17].

## Géographie

### Composition
Le canton de Jargeau, d'une superficie de 246 km2, est composé de dix communes.
| Nom                 | Code Insee | Intercommunalité   | Superficie (km2) | Population (dernière pop. légale) | Densité (hab./km2) |
| ------------------- | ---------- | ------------------ | ---------------- | --------------------------------- | ------------------ |
| Darvoy              | 45123      | CC des Loges       | 8,58             | 1 873 (2014)                      | 218                |
| Férolles            | 45144      | CC des Loges       | 17,05            | 1 196 (2014)                      | 70                 |
| Jargeau             | 45173      | CC des Loges       | 14,66            | 4 523 (2014)                      | 309                |
| Neuvy-en-Sullias    | 45226      | CC du Val de Sully | 25,28            | 1 309 (2014)                      | 52                 |
| Ouvrouer-les-Champs | 45241      | CC des Loges       | 10,54            | 577 (2014)                        | 55                 |
| Sandillon           | 45300      | CC des Loges       | 41,31            | 3 929 (2014)                      | 95                 |
| Sigloy              | 45311      | CC des Loges       | 9,46             | 681 (2014)                        | 72                 |
| Tigy                | 45324      | CC des Loges       | 47,29            | 2 299 (2014)                      | 49                 |
| Vannes-sur-Cosson   | 45331      | CC du Val de Sully | 35,65            | 594 (2014)                        | 17                 |
| Vienne-en-Val       | 45335      | CC des Loges       | 35,94            | 1 952 (2014)                      | 54                 |

### Démographie

#### Évolution démographique
En 2012, le canton comptait 18 909 habitants.
| 1962  | 1968  | 1975  | 1982   | 1990   | 1999   | 2006   | 2011   | 2012   |
| ----- | ----- | ----- | ------ | ------ | ------ | ------ | ------ | ------ |
| 8 834 | 8 943 | 9 642 | 13 058 | 14 567 | 16 071 | 17 416 | 18 728 | 18 909 |

#### Âge de la population
La pyramide des âges, à savoir la répartition par sexe et âge de la population, du canton de Jargeau en 2009 ainsi que, comparativement, celle du département du Loiret la même année sont représentées avec les graphiques ci-dessous. La population du canton comporte 50,1 % d'hommes et 49,9 % de femmes. Elle présente en 2009 une structure par grands groupes d'âge légèrement plus jeune que celle de la France métropolitaine. Il existe en effet 144 jeunes de moins de 20 ans pour cent personnes de plus de 60 ans, alors que pour la France l'indice de jeunesse, qui est égal à la division de la part des moins de 20 ans par la part des plus de 60 ans, est de 1,06. L'indice de jeunesse du canton est également supérieur à celui  du département (1,1) et à celui de la région (0,95).
| Hommes | Classe d’âge | Femmes |
| ------ | ------------ | ------ |
| 0,3    | 90 ans ou +  | 0,6    |
| 5,4    | 75 à 89 ans  | 7,7    |
| 12,2   | 60 à 74 ans  | 12,6   |
| 21,3   | 45 à 59 ans  | 20,6   |
| 22,4   | 30 à 44 ans  | 23,1   |
| 15,3   | 15 à 29 ans  | 14,3   |
| 23,1   | 0 à 14 ans   | 21,2   |

| Hommes | Classe d’âge | Femmes |
| ------ | ------------ | ------ |
| 0,4    | 90 ans ou +  | 1,1    |
| 6,6    | 75 à 89 ans  | 9,5    |
| 13,4   | 60 à 74 ans  | 13,9   |
| 20,1   | 45 à 59 ans  | 20,0   |
| 20,3   | 30 à 44 ans  | 19,5   |
| 19,3   | 15 à 29 ans  | 17,7   |
| 19,9   | 0 à 14 ans   | 18,2   |